# Henri Alfred Auguste Dubois
Pour les articles homonymes, voir Henri Dubois et Dubois.
Ne doit pas être confondu avec Ernest Henri Dubois.

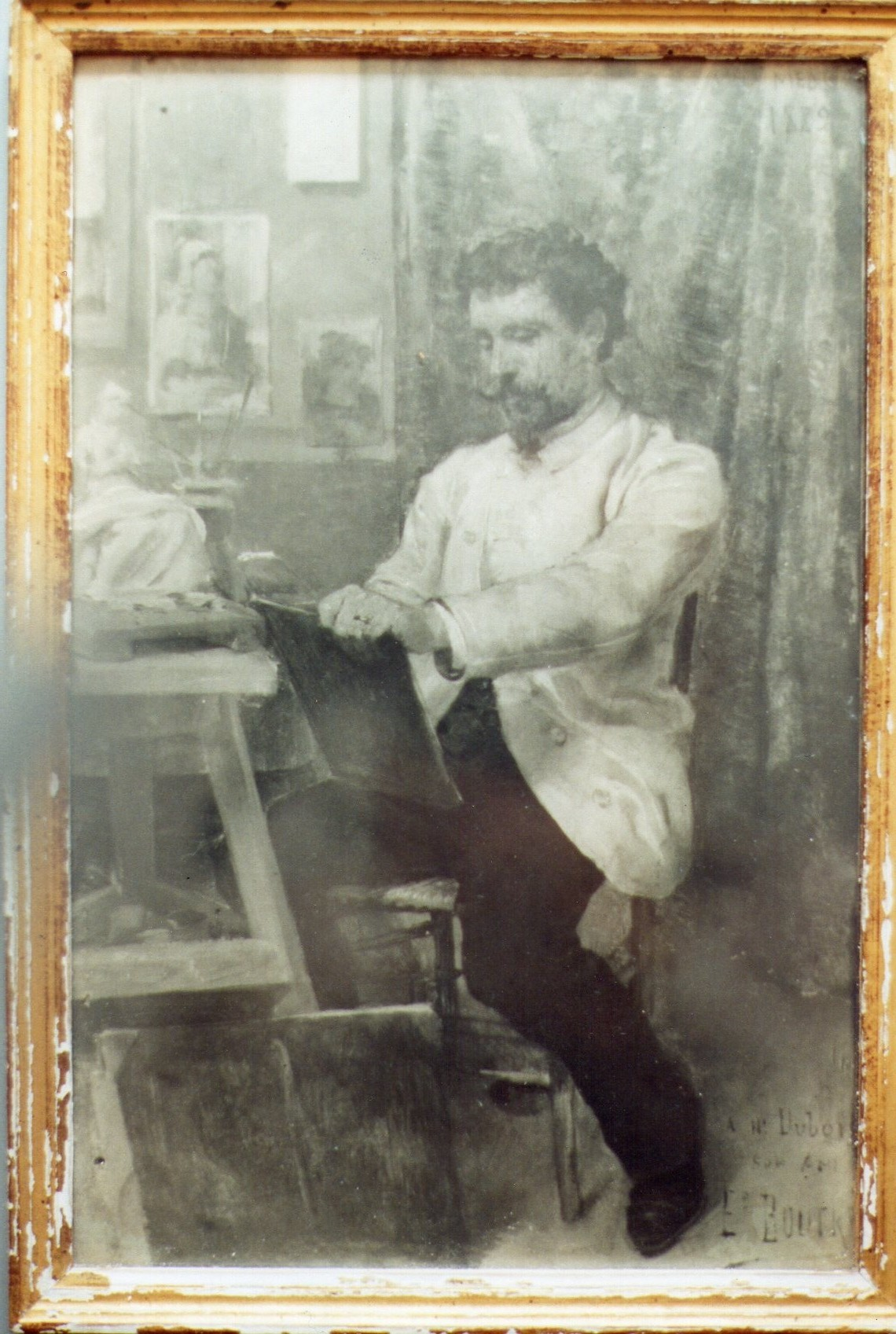
Attribué à E.Bodert, Portrait présumé d'Henri Dubois, collection particulière non sourcée.

Henri Alfred Auguste Dubois est un médailleur et sculpteur français, né à Rome le 21 août 1859 et mort en décembre 1943.
Il est le fils d’Alphée Dubois (1831-1905), peintre, dessinateur de timbres et médailleur.

## Biographie
Élève de son père, puis d'Henri Chapu (1833-1891) et d'Alexandre Falguière (1831-1900) à l'École des beaux-arts de Paris, Henri Alfred Auguste Dubois obtient le second grand prix de Rome en gravure de médaille et pierre fine en 1878.
Sociétaire de la Société des artistes français en 1883, il y obtient une médaille de 3e classe en 1888 ainsi qu'une bourse de voyage, une médaille de 2e classe en 1893 et une médaille de 1re classe en 1898. Mention honorable à l'Exposition universelle de Paris de 1889, il reçoit une médaille d'argent à l'Exposition universelle de 1900 et passe en hors-concours au Salon.

## Distinctions
- Officier de l'Instruction publique[4]
- Officier de la Légion d'honneur (1934)[4],chevalier (1903).

## Œuvres

### Médaille
- Société de tir françaises;
- Union des sociétés d'instruction militaire de France;
- Génie, 1894
- Congrès Internationaux, 1899.
- Club athlétique assolant du Stalag X-B Sandbostel, équipe de football, bronze[5],[6],[7].

### Sculpture
- César-François Cassini de Thury, statue, hôtel de ville de Paris, à gauche de l'entrée principale au 2e étage à droite.

## Galerie

Œuvres d'Henri Alfred Auguste Dubois
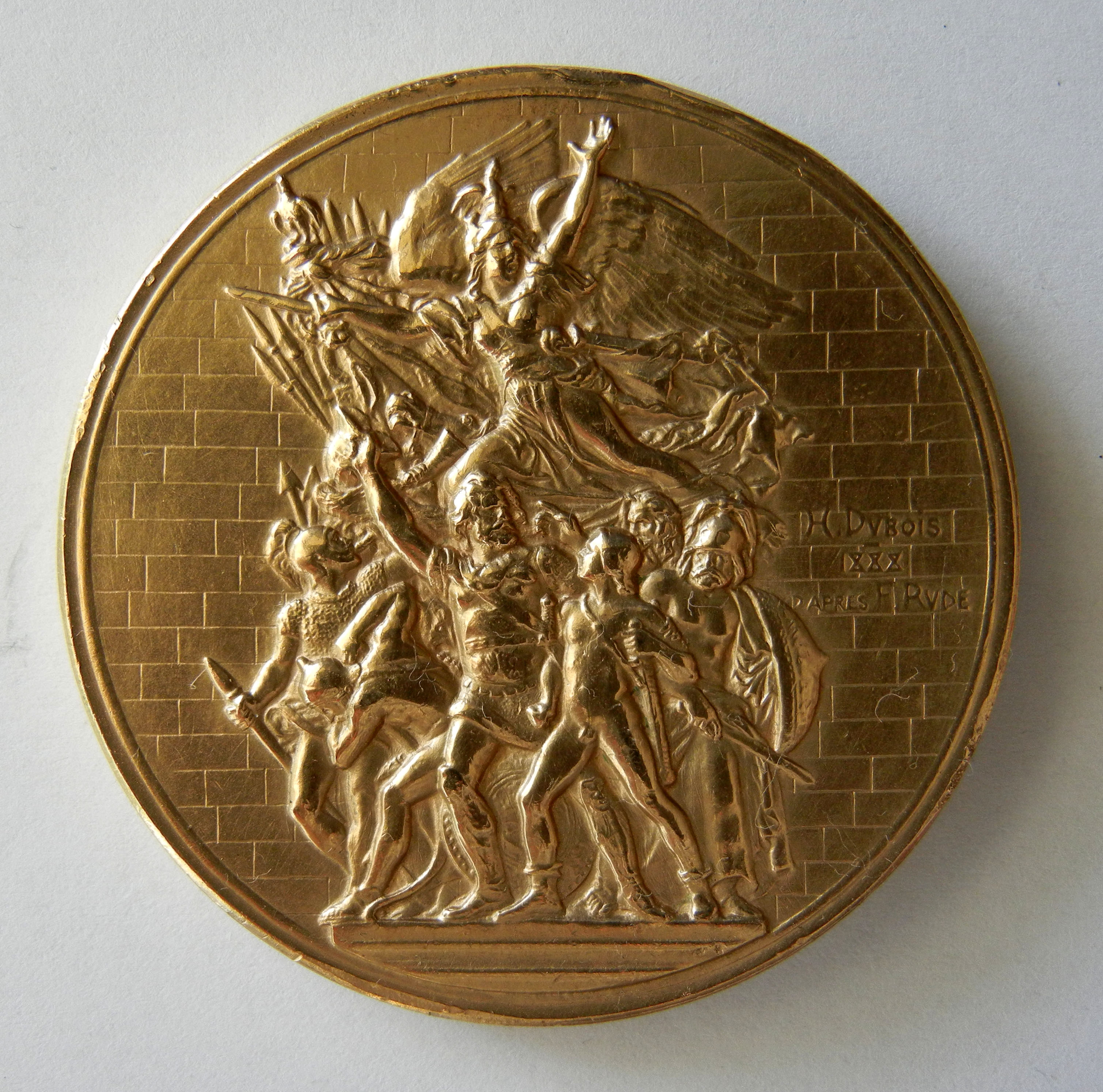
D'après François Rude, Union des sociétés d'instruction militaire de France (1888), avers
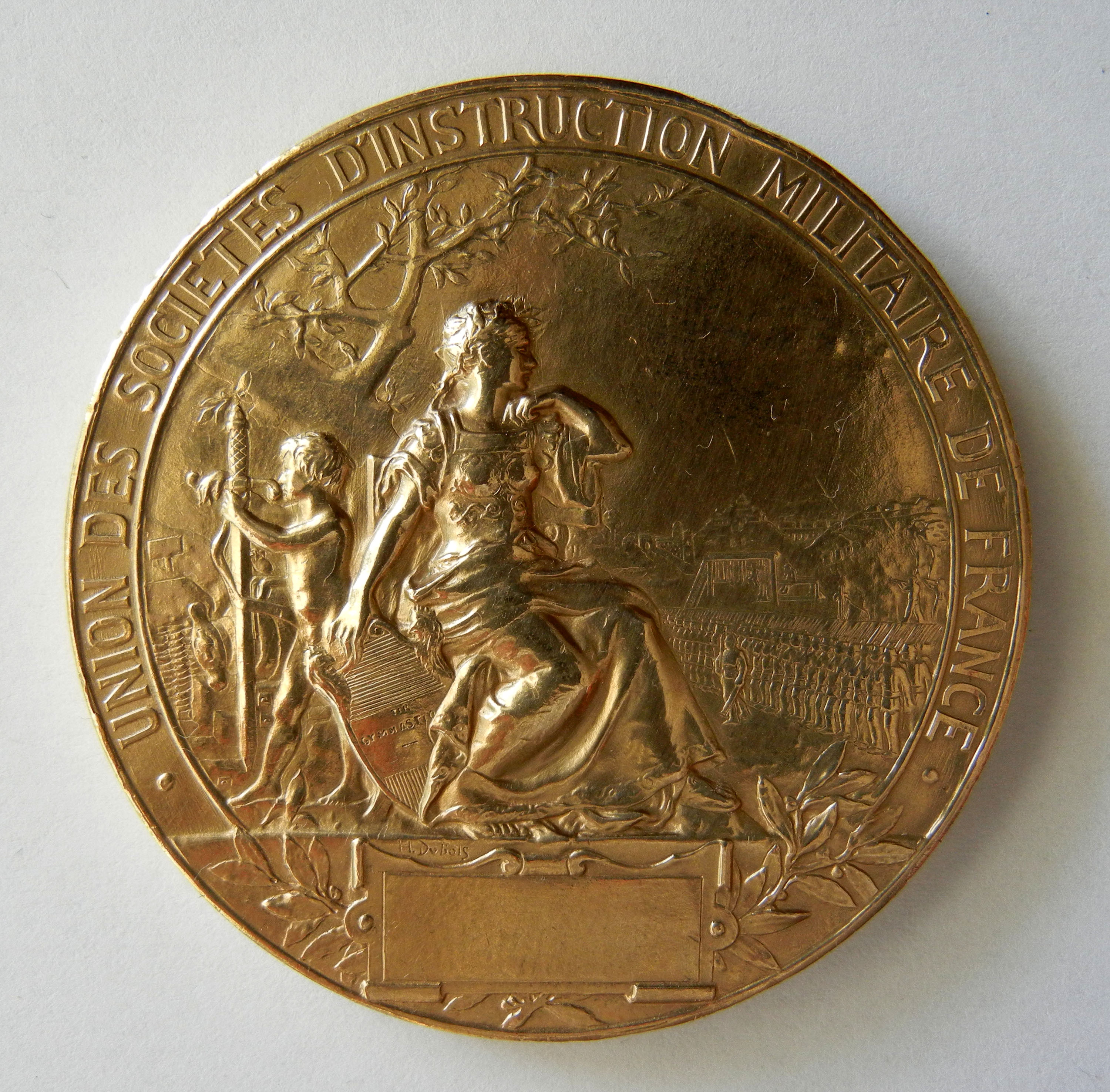
Union des sociétés d'instruction militaire de France, revers.
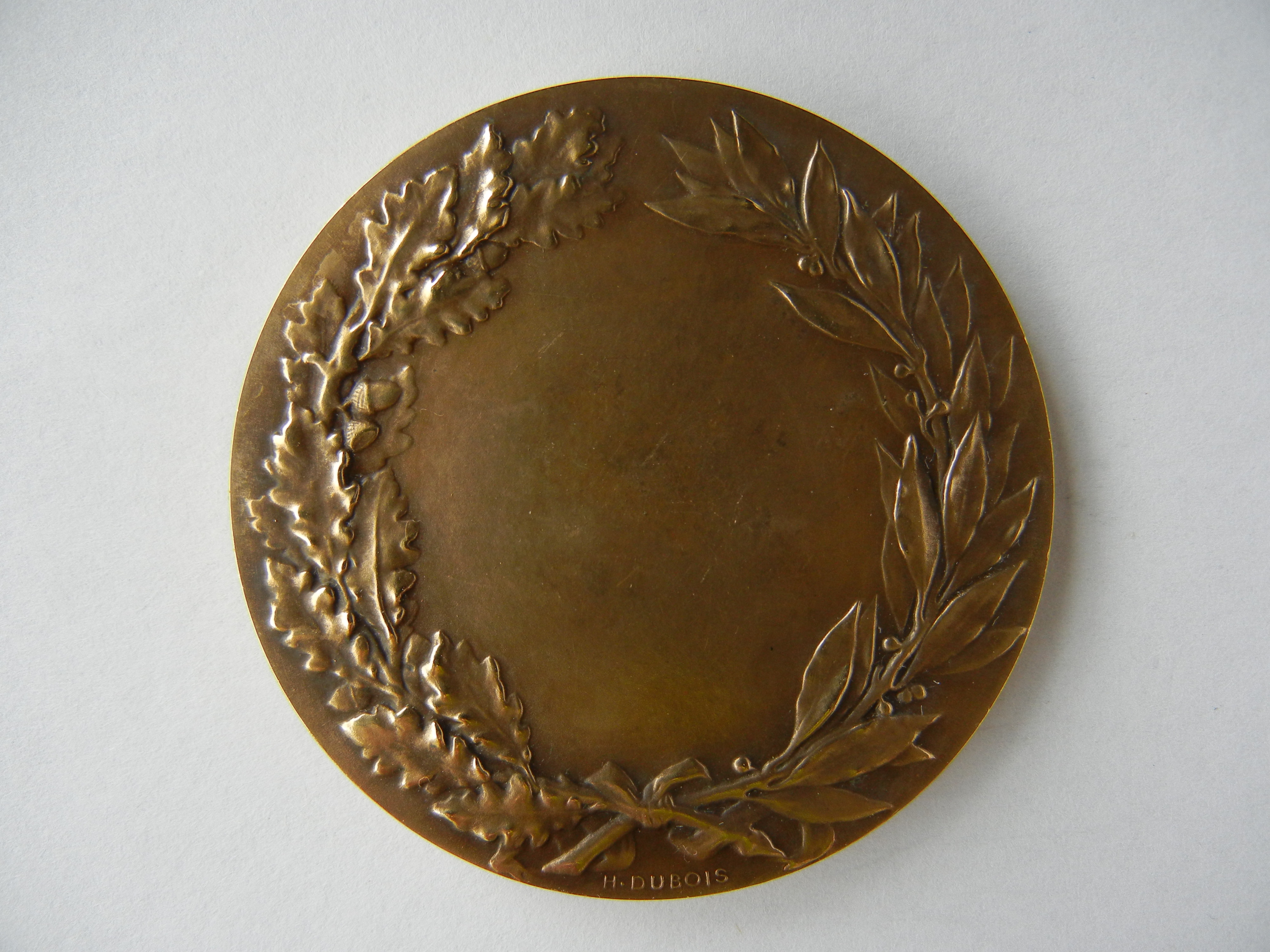
Revers d'une médaille en bronze.